# Alloscirtetica vagabunda
Alloscirtetica vagabunda là một loài Hymenoptera trong họ Apidae. Loài này được Vivallo mô tả khoa học năm 2003.